# Скворцов, Вячеслав Николаевич (политик)
Вячесла́в Никола́евич Скворцо́в (род. 29 января 1947, Златоуст) — российский политик, организатор производства, общественный деятель. Первый председатель Челябинской областной Думы, с 2006 года — председатель Общественной палаты Челябинской области.

## Биография
В 1972 окончил механико-технологический факультет Челябинского политехнического института (ныне — ЮУрГУ), в 1993 — Академию наук при Правительстве России.
С 1970 по 1976 гг. — работал заместителем директора металлургического техникума г. Златоуста по учебно-производственной работе.
1986—1993 гг. — работал на Златоустовском заводе металлоконструкций . Прошел путь от начальника производства до генерального директора.
С 1976 по 1991 годы — депутат городского Совета Златоуста, член райкома и горкома КПСС.
1991—1994 гг. — член правления Российской ассоциации приватизированных и частных предприятий. Один из инициаторов создания Союза промышленников и предпринимателей Челябинской области.
1993—1997 гг. — вице-президент Союза промышленников и предпринимателей Челябинской области.
1994—1997 гг. — заместитель председателя Совета по промышленной политике и предпринимательской деятельности при правительстве РФ, члена Правительства России.
1994—1995 гг. — первый председатель Челябинской областной думы.
В 1995 году был одним из организаторов и руководителей Челябинского регионального отделения «Наш дом — Россия». Избран депутатом Государственной думы России по региональному списку партии «Наш дом — Россия». Уступил мандат Ж. Алтынбаеву.
Два года подряд, в 1994 и 1995 году побеждал в номинации «Человек года» в Челябинской области.
1995—1997 гг. — член Совета Федерации Федерального собрания РФ.
1996—1998 гг. — генеральный директор ОАО «Златоустовский металлургический завод», затем непродолжительное время работал заместителем главы администрации Златоуста.
С 2000 года возглавляет Челябинское региональное отделение Российского детского фонда, является заместителем председателя Российского детского фонда
С 2004 — председатель оргкомитета Гражданского форума Челябинской области
С 2006 года — председатель Общественной палаты Челябинской области
В апреле 2010 был единогласно переизбран на 4 года председателем Общественной палаты Челябинской области.

## Деятельность
Автор многих законов Челябинской области, направленных на социальную поддержку населения и развитие общественных организаций. Один из авторов первой в России окружной выставки социальных проектов общественных организаций Уральского федерального округа и областного конкурса социальных достижений «Меняющие мир».
Член гражданского форума Уральского федерального округа. Имеет почётную степень доктора коммерции, присвоенную Российской академией экономических наук и предпринимательской деятельности в 1994 году.
Организатор челябинского проекта, посвященного 65-летию Победы в ВОВ «Помни меня», признанного федеральным.
Автор множества книг, научных трудов и монографий. В начале 2000-х написал книгу «Среди мечей законы безмолвствуют», в которой рассказал об истории Южного Урала в период становления России начала 90-х годов.
В 2008 году оказался замешан в скандале с гибелью заключенных в Копейской колонии № 1 ГУФСИН России по Челябинской области. Он неоднократно заявлял в СМИ, что заключенным, этапированным из Тюменской области, была заранее дана установка от некоего криминального авторитета по кличке Медведь конкретно вызвать беспорядок в одной из крупнейших колоний, поскольку Челябинская область относится к красной зоне, в которой не было крупных ЧП и особых случаев. Впоследствии сотрудники колонии были приговорены с лишению свободы на сроки от 9 до 12 лет за убийство заключенных, а начальник управления ФСИН Челябинской области генерал-лейтенант Владимир Жидкова, приказавший в целях сокрытия преступления имитировать бунт, к пяти годам условно

## Награды
Награждён медалью ордена «За заслуги перед Отечеством» II степени, орденом Ломоносова, почётными грамотами правительства Российской Федерации, Общественной палаты РФ, полномочного представителя президента в Уральском федеральном округе, губернатора Челябинской области, Законодательного Собрания Челябинской области, главы администрации г. Челябинска.